# Rhinanthus pulcher
Rhinanthus pulcher là loài thực vật có hoa thuộc họ Cỏ chổi. Loài này được Gunther & Schummel ex Opiz miêu tả khoa học đầu tiên.